# Granada (ort i Colombia, Meta, lat 3,55, long -73,71)
Granada är en ort i Colombia.   Den ligger i departementet Meta, i den centrala delen av landet, 130 km söder om huvudstaden Bogotá. Granada ligger 336 meter över havet och antalet invånare är 32 365.
Terrängen runt Granada är platt, och sluttar söderut. Runt Granada är det glesbefolkat, med 17 invånare per kvadratkilometer. Granada är det största samhället i trakten. Omgivningarna runt Granada är huvudsakligen savann.